# 6 Ursae Minoris
6 Ursae Minoris är en vit stjärna i huvudserien i stjärnbilden Lilla björnen. Stjärnan har visuell magnitud +3,92 och är sålunda synlig för blotta ögat.